# Maintal-Hochstadt
Hochstadt is een deel van de stad Maintal in Hessen.